# نوجه‌ده
نوجه‌ده یکی از روستاهای استان آذربایجان شرقی است که در دهستان گونی شرقی بخش مرکزی شهرستان شبستر واقع شده‌است.

## موقعیت جغرافیایی
روستای نوجه ده از روستاهای دهستان گونی شرقی بخش مرکزی شهرستان شبستر استان آذربایجان شرقی و در ۲ کیلومتری شمال جاده شبستر - تبریز واقع شده‌است. این روستا از جنوب به جاده ارتباطی مذکور و روستای دیزج خلیل، از شرق به پادگان قدس، از غرب به شهر شبستر (مرکز شهرستان) و از شمال به روستای بنیس محدود می‌شود.

## جمعیت
جمعیت روستا بر اساس سرشماری نفوس و مسکن سال ۱۳۹۵ معادل ۸۵۹ نفر بوده که در قالب ۳۰۱ خانوار به‌طور دائم در روستا زندگی می‌کنند.
گردیده‌اند.

## آثار تاریخی
در این روستا سنگ قبرهای با قدمت ۸۰۰ سال وجود دارد که البته آثار از سیل مهیب که ۲۰۰ سال پیش به این روستا آمده‌است باقی مانده‌است.